# Cameraria orientensis
Cameraria orientensis là một loài thực vật có hoa trong họ La bố ma. Loài này được Bisse mô tả khoa học đầu tiên năm 1975.